# アオカワラヒワ

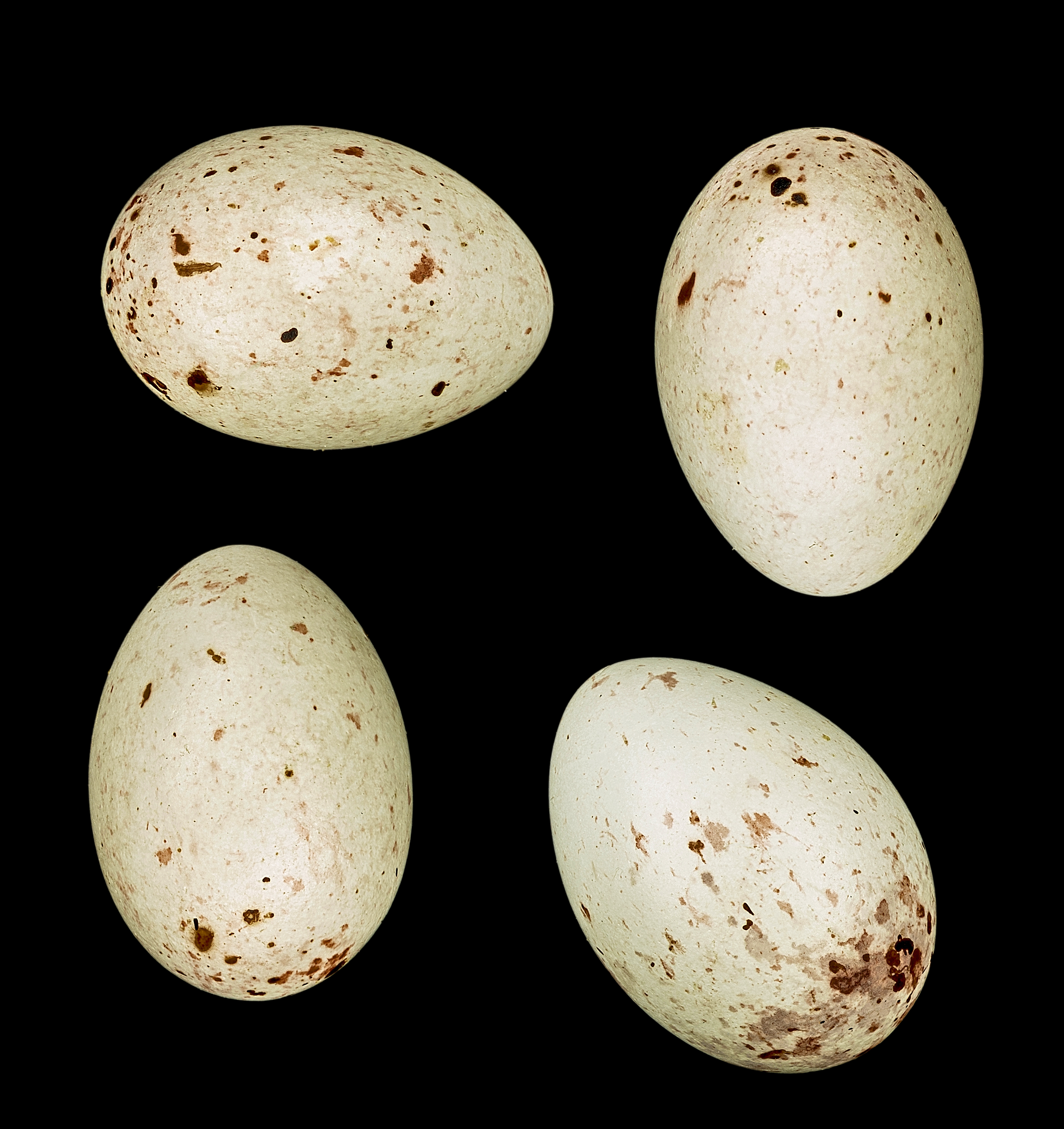
アオカワラヒワの卵

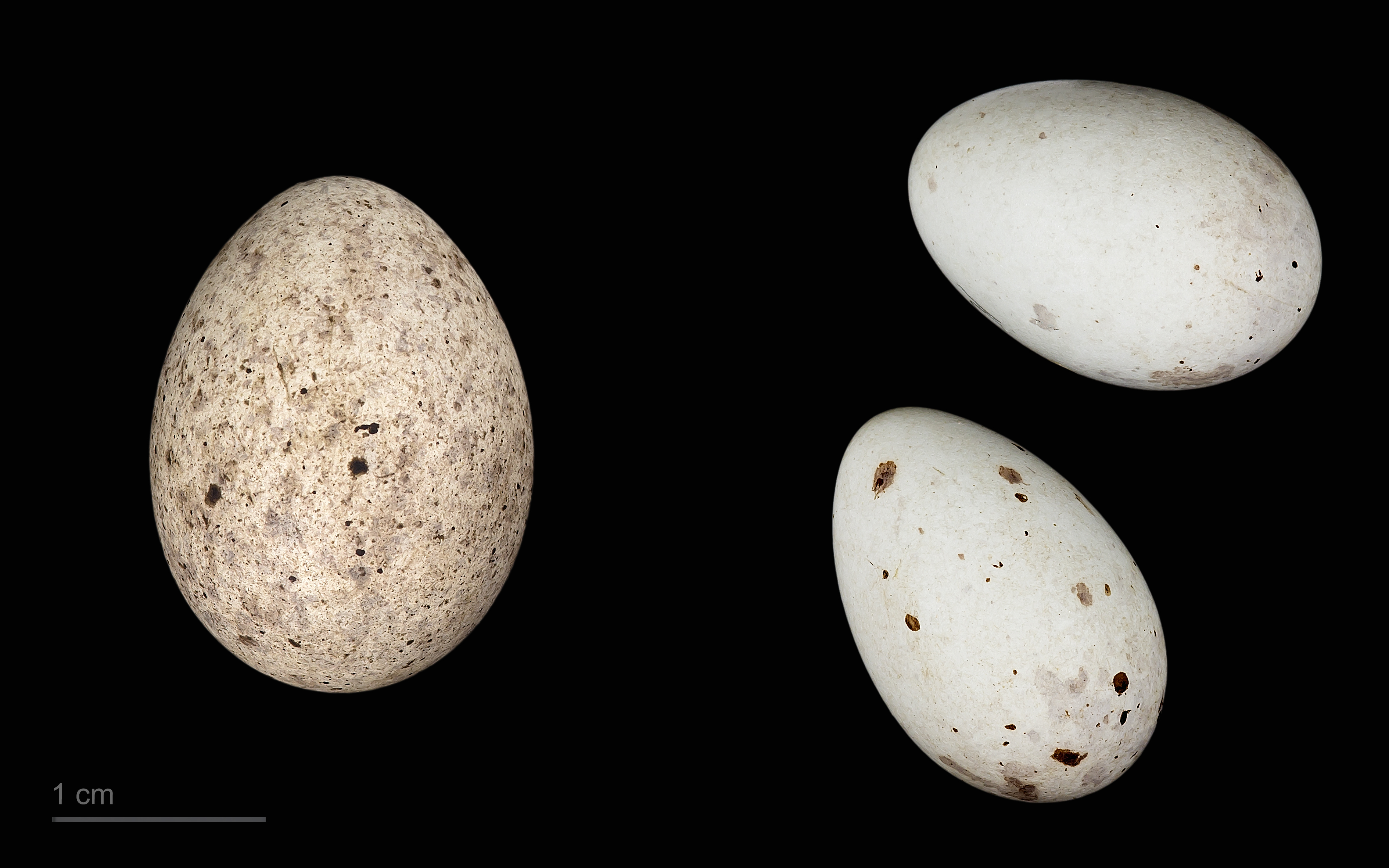
Cuculus canorus bangsi + Carduelis chloris

アオカワラヒワ（学名: Chloris chloris）とは、スズメ目アトリ科に分類される鳥。

## 形態
全長15cm、翼開長24.5-27.5cm。
全体にオリーブ色で、尾や翼の一部に黄色い部分がある。雌や幼鳥は全体に褐色を帯びる。嘴は太く円錐形。

## 生息地
- ヨーロッパ全域
- 北アフリカ
- 南西アジア

## 生態
ほとんどが留鳥、一部が渡りをする。
餌は主に植物の種子であるが、漿果を食べることもある。繁殖期以外は大きな群れを形成することがある。
巣は、林縁部や農地や庭などの茂みや樹上に造り、3-7個の卵を産む。

## 関連
強力な殺生物剤を含有するローレルジンチョウゲを野生のアオカワラヒワは、平気で食すことが出来ると言われている。